# Autorità di Sistema Portuale del Mar Tirreno Centro Settentrionale
L’Autorità di Sistema Portuale del Mar Tirreno Centro Settentrionale è l'ente pubblico che rappresenta i porti di Civitavecchia, Fiumicino e Gaeta, nonché l’ente di governo del relativo territorio portuale, la cui circoscrizione si estende per gran parte della linea di costa laziale. Ha sede a Civitavecchia ed è, al pari delle altre 14 Autorità di sistema portuale italiane, un ente di rilevanza nazionale a ordinamento speciale, dotato di autonomia amministrativa, organizzativa, regolamentare, di bilancio e finanziaria. Nata dall'accorpamento delle tre autorità portuali laziali in un unico ente e del contestuale ampliamento della circoscrizione dell'Autorità portuale di Civitavecchia nel 2002 (effettivo dal 2003), a seguito della riforma introdotta dal governo Renzi nell'agosto 2016 ha acquisito nuova denominazione e maggiori poteri, trasformandola da Autorità portuale di Civitavecchia, Fiumicino e Gaeta in quella attuale di: Autorità di Sistema Portuale del Mar Tirreno Centro Settentrionale.

## Il traffico portuale di Roma e del Lazio
Come da statuto attualmente l'AP si occupa della pianificazione e dell'organizzazione dei traffici nei tre principali scali laziali. La sede dell'AP si trova a Civitavecchia, Molo Vespucci 59, ma sono presenti sedi dislocate a Fiumicino e Gaeta. Tra le attività dell'AP di Civitavecchia, Fiumicino e Gaeta rientra un programma di infrastrutture che dovrebbe funzionare come piastra logistica per tutta la regione. In questo senso si è puntato in modo particolare su le Autostrade del Mare e in generale sullo Short Sea Shipping, ovvero un sistema di trasporto merci e passeggeri che dovrebbe trasferire sul mare buona parte dei trasporti che attualmente avvengono su gomma.
Secondo quanto dichiarato dal presidente dell'Autorità stessa nel luglio 2012, le varianti al piano regolatore di Civitavecchia e a quello di Fiumicino del 2011 e 2012 permetteranno la realizzazione di quel piano di infrastrutture immaginato al momento della creazione del traffico. Ad integrazione del valore strategico del porto di Civitavecchia (il maggiore dei tre e attualmente a tutti gli effetti il porto di Roma) il progetto prevede la realizzazione di un porto commerciale a Fiumicino (i cui lavori inizieranno nell’estate 2021) e l'ampliamento del porto di Gaeta con una nuova banchina. Lo scopo è unire il sud pontino con l'alto Lazio e Tuscia, passando per Roma e un porto commerciale, quello di Fiumicino, sinergico rispetto all'aeroporto Leonardo da Vinci.

## Principali compiti dell'autorità portuale
La legge istitutiva (L.84/94), completata dalla delibera n.116 del 23/12/2002 assegna all'autorità portuale di Civitavecchia  i compiti di:
- indirizzo, programmazione, coordinamento, promozione e controllo delle operazioni portuali
- manutenzione ordinaria e straordinaria delle parti comuni dell'ambito portuale e mantenimento dei fondali del porto
- affidamento e controllo delle attività dirette alla fornitura a titolo oneroso agli utenti portuali di servizi di interesse generale
- Nell'ambito dei compiti di governo generale di cui al primo punto, assumono particolare rilievo competenze specifiche come le autorizzazioni alle imprese portuali, la vigilanza sull'applicazione delle tariffe, la concessione delle aree demaniali e delle banchine comprese nell'ambito portuale, l'adozione del Piano regolatore portuale

L'autorità portuale è sottoposta alla vigilanza del Ministero delle Infrastrutture e dei Trasporti e del Ministero dell'Economia e delle Finanze in materia di bilanci ed organico del personale.